# Direction générale de la Sûreté nationale (Maroc)
Pour l’article homonyme, voir Direction générale de la Sûreté nationale.
 (novembre 2023).
Si vous disposez d'ouvrages ou d'articles de référence ou si vous connaissez des sites web de qualité traitant du thème abordé ici, merci de compléter l'article en donnant les références utiles à sa vérifiabilité et en les liant à la section « Notes et références ».
La Direction générale de la Sûreté nationale ou D.G.S.N, également connue sous le nom de Sûreté nationale (en arabe : الأمن الوطني ; en berbère : ⵜⵏⴼⵔⵓⵜ ⵜⴰⵏⴰⵎⵓⵔⵜ), est le corps de police nationale du Maroc. Elle est fondée le 16 mai 1956 par le roi Mohammed V et est placée sous la tutelle du ministère de l'Intérieur. Son directeur actuel est Abdellatif Hammouchi.

## Présentation

### Missions
La Sûreté nationale est chargée du maintien de l'ordre public conformément à la Constitution et à la loi marocaine. Elle est régie par le dahir n° 1-56-115 du 5 chaoual 1375 (16 mai 1956).

#### Corps de la DGSN
La police du Maroc est organisée comme suit :
- Police judiciaire
- Direction de la sécurité publique
- Direction des systèmes d'information et de la communication
- Direction du renseignements généraux
- Ressources humaines
- Direction des équipements et budget (DEB)
- Direction sécurité palais royal

### Grades
- Gardien de la paix
- Brigadier / Inspecteur de police
- Brigadier chef / Inspecteur principal
- Officier de police / De Paix
- Officier de police principal / De paix
- Commandant de paix
- Commandant de la paix principal
- Commandant de la paix divisionnaire
- Commandant de groupement
- Commandant de groupement principal
- Commissaire
- Commissaire principale
- Commissaire divisionnaire
- Contrôleur Général
- Préfet de police

## Histoire

### Pré-protectorat
Dans l'ancien régime précédent les protectorats franco-espagnol au Maroc en 1912, la police est assurée par les mokhaznis du Pacha à l'intérieur des murailles de la ville. Le Mouhteceb à la sécurité remplit une fonction analogue à celle de commissaire de police auprès du Pacha qui est lui nommé par les vizirs du Sultan. Le Mouhteceb avait aussi le pouvoir de punir les délits par contraventions.

### Indépendance
Le Maroc obtient son indépendance en 1955. Dès le 7 décembre 1955, un nouveau gouvernement est formé, supplantant le gouvernement de Fatmi Benslimane, alors dernier chef du gouvernement sous le protectorat. Dès 1956, le ministère de l'intérieur est retiré, dès le début, au parti de l'Istiqlal pour être confié à des hommes proches du chef de l'État. Lahcen Lyoussi, un indépendant, est alors nommé au ministère de l'intérieur, et chargé de mettre en place un nouveau corps de police, nommé Direction générale de la sûreté nationale.

### Création des GUS
Les Groupes urbains de sécurité sont déployés par la Direction générale de la sûreté nationale (DGSN) le 17 octobre 2005.
En octobre 2006, les GUS comprennent entre 4 000 et 5 000 agents.
Les GUS sont d'abord considérés comme des unités de premier secours et leurs membres parlent l'anglais. Chaque GUS est attaché à un arrondissement déterminé. En tant qu'unité de police auxiliaire, les GUS, par exemple, n'ont pas le droit de confisquer un permis de conduire ou d'établir de rapports officiels.
Les GUS sont équipés de vans Peugeot et motos Honda. Ils sont surnommés « Croatia » en raison de leurs coiffes décorées de carrés rouges et blancs similaires au drapeau de la Croatie. Alors même que plusieurs sont satisfaits du combat efficace de ces unités contre le crime, plusieurs voix considérèrent l'unité comme un outil de répression et critiquent sa violence[réf. nécessaire]. Cette unité souffre également d'une image négative dans le pays en raison de la corruption.
Exactement un an après sa création, le 16 octobre 2006, ce corps est dissous, en raison des réformes engagées dans le domaine de la police et des forces armées. Le GUS comprend alors 6 groupes. Les membres de GUS doivent être redéployés vers d'autres départements de la police comme la police criminelle et judiciaire.

### Anciens dirigeants de la DGSN
| Mohammed Laghzaoui       | 1956 | 1960        |
| Mohamed Oufkir           | 1960 | 1967        |
| Ahmed Dlimi              | 1970 | 1972        |
| Abderrahmane Rabiah      | 1972 | 1979        |
| Slimane Alaoui           | 1979 | 1979        |
| Général Abdelhak Kadiri  | 1979 | 1983        |
| Hamid El Boukhari        | 1983 | 1988        |
| M hamed Dryef            | 1989 | 1990        |
| Général Ouazzani         | 1990 | 1993        |
| Ahmed El Midaoui         | 1993 | 1997        |
| Hafid Benhachem          | 1997 | 2003        |
| Général Hamidou Laanigri | 2003 | 2006        |
| Charki Draiss            | 2006 | 2012        |
| Bouchaib Rmail           | 2012 | 2015        |
| Abdellatif Hammouchi     | 2015 | en fonction |

## Véhicules
- BMW Série 5
- Volkswagen Touareg
- BMW R 1200 RT
- Land Rover Defender
- Jeep Grand Cherokee
- Jeep Wrangler

- Škoda Octavia
- Nissan Patrol
- Fiat Ducato - Citroën Jumper - Peugeot Boxer
- Volkswagen Caddy
- Toyota Avensis
- Toyota Corolla
- Toyota Land Cruiser Prado
- Dacia Dokker
- Dacia Logan
- Hyundai ix55
- Hyundai Santa Fe
- Chevrolet Cruze
- Volkswagen Transporter
- Ford Transit
- Ford Transit Custom
- Renault Master
- Mazda 3
- Kawasaki Versys 650

## Formation
La Direction générale de la Sûreté nationale compte 6 écoles de police affiliées à l'Institut royal de police de Kénitra.
- Bouknadel
- Kénitra (El Fouarat)
- Oujda
- Fès
- Laâyoune
- Tanger

## Maintien de l'ordre
Les Compagnies mobiles d‘intervention (CMI), anciennes entités de maintien de l'ordre dont les dérapages ont marqué l’histoire du Maroc[réf. nécessaire] n'existent plus.
Les Corps constitués, nouvelle unités, relèvent de la Direction de la Sécurité publique. Elle comporte 11 315 membres, répartis sur tout le territoire national, la plupart étant stationnés en régions et dans les préfectures, et une partie étant cantonnée dans des casernes au niveau central.
Leurs uniformes noirs et leurs moyens de transport bleu foncé sont distincts de ceux des autres services de la DGSN

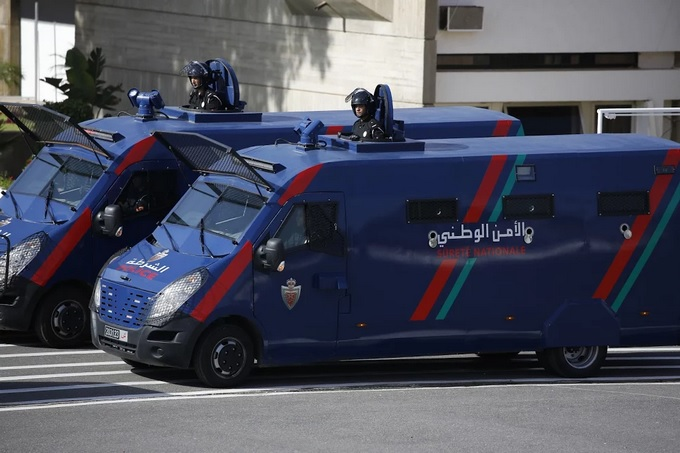
Véhicule antiémeute

### Groupements mobiles de maintien de l'ordre
Ils sont 3 090, dépendant de la DSP au niveau central et leur déploiement pour interventions est décidé par le Directeur de la sécurité publique. Ils sont divisés en 11 compagnies réparties sur autant de villes principales du royaume.
Ces GMMO disposent de leur propre logistique. Ils interviennent dans plusieurs domaines relevant du maintien de l'ordre public : sécurité routière, intervention active et/ou passive lors de manifestations populaires, assistance aux autres corps d'État à la survenue de catastrophes naturelles, présence au sein du dispositif Hadar

### Groupes d'intervention rapide
Ils sont 4 745, anciennement connus sous le nom de CMI, ou compagnies mobiles d'intervention. ils sont rattachés aux différents préfets de police en régions, et sont organisés en 31 compagnies mobiles, structurées en compagnies de quelque 150 à 250 éléments chacune, en fonction de la taille des villes.
Déployés, les GIR assurent des activités de maintien de l'ordre public décidées en régions.

### Compagnies anti-émeutes
Avec un effectif de 721 membres sur 5 groupements, ils sont dégagés des missions ordinaires de maintien de l'ordre. Ces compagnies ont vocation exclusive à l'intervention directe.
Leurs interventions sont assurées en renfort des GMMO.

### Groupements mobiles de sécurité
Relevant du niveau central, ils sont chargés de la gestion des grands événements et interviennent en renfort des GMMO, sur décision de la direction centrale de la DGSN et de la DSP. Ils sont groupés en 10 compagnies à l'échelle nationale.
A l'instar des GIR, ils sont parfaitement polyvalents, leurs formations leur permettant d'intervenir dans toutes sortes de missions, sécurité routière, intervention directe, gestion des foules. Une fois sur le terrain, ils sont divisés en pelotons distincts reliés au commandement de leurs unités.

## Autres unités

### Unité de déminage
Datant des années 80, la brigade est renforcée après les attentats du 16 mai 2003 à Casablanca. La direction centrale de l'unité de déminage est basée à Rabat et compte environ 30 personnes. 3 brigades sont également déployées dans les 3 plus grandes préfectures du royaume : Casablanca, Rabat, Marrakech, et comptent entre 8 et 12 agents de terrain. L'unité travaille en collaboration avec la brigade cynotechnique.

### Brigade canine
Créée en 1992, l'unité a été érigée en division centrale relevant de la direction de la police judiciaire en 2016.

### Service de protection rapprochée
Créée en 1962 sur le fondement de la Convention de Vienne sur les relations diplomatiques, l'unité compte environ 700 agents. La brigade est spécialisée dans la protection des voyages officiels, des convois internationaux et des ambassadeurs.

### Forces spéciales
La Direction générale de la sûreté nationale (DGSN) disposition d'une Brigade centrale d'intervention (BCI) et de Brigades régionales d'intervention (BRI)

### Brigade régionale des artificiers
Cette brigade spécialisée a pour mission d'assurer un appui technique et de terrain aux investigations et enquêtes judiciaires, à travers la détection et l'analyse nécessaire d'objets et de matériaux explosifs, outre la contribution effective et efficiente face à toutes les menaces que représentent les produits explosifs en général. L'objectif est de faire face aux défis de sécurité et aux menaces terroristes.
La brigade régionale des artificiers de Rabat s'ajoute à six autres, créées durant les trois dernières années, dans différentes villes du pays, à savoir Fès, Laâyoune, Marrakech, Oujda, Casablanca et Tanger. Elle a été équipée de moyens logistiques dotés de technologies de dernière génération comprenant notamment des robots et du matériel très développé pour détecter et neutraliser les explosifs à distance.

## Signalement des contenus illégaux
La plateforme E-blagh a pour objectif  de permettre aux internautes et aux utilisateurs des réseaux sociaux de signaler rapidement et en toute sécurité tout contenu numérique jugé criminel ou violent. Elle vise à intercepter tout contenu qui incite à des actes de terrorisme, porte atteinte à la sécurité des individus ou des groupes, viole les droits et libertés des mineurs, voire également la protection des données personnelles des utilisateurs. Chaque citoyen doit avoir la possibilité de signaler tout contenu suspect via le site web dédié.
La collaboration active entre les autorités et les citoyens permet à la plateforme de préserver un environnement Internet sûr et sécurisé, ce qui est vu comme une avancée significative dans la lutte contre la cybercriminalité au Maroc,.

## Partenariats avec d'autres pays
Le 24 juin 2024, un plan d'action commun est signé à Rabat entre Abdellatif Hammouchi, directeur général de la Sûreté nationale, et Louis Laugier, directeur général de la Police nationale française. Ce plan vise à renforcer la coopération bilatérale en matière de lutte contre la criminalité organisée transfrontalière. Signé en présence de l'ambassadeur de France au Maroc, Christophe Lecourtier, et d'une délégation sécuritaire française, l'accord définit « une feuille de route commune » pour institutionnaliser et élargir les mécanismes de coopération existants. Il prévoit notamment la création de groupes de travail conjoints pour lutter contre les réseaux criminels et faciliter la traque des individus recherchés au niveau international.
Le 2 octobre 2024, Abdellatif Hammouchi, reçoit au siège de la DGST le vice-amiral Edward Ahlgren, conseiller militaire supérieur britannique pour le Moyen-Orient et l'Afrique du Nord. Durant cette rencontre, en présence également de Simon Martin, ambassadeur du Royaume-Uni au Maroc, ainsi que de plusieurs responsables sécuritaires des deux pays, est évoqué le renforcement de la coopération bilatérale en matière de sécurité, en particulier dans le cadre de l'organisation de grands événements internationaux comme la 93e Assemblée générale d'Interpol à Marrakech en 2025, la Coupe d'Afrique des Nations 2025, la Coupe du monde de football 2030, ainsi que l'Euro 2028, organisé par le Royaume-Uni et l'Irlande.